# Sierra Los Nogales
La Sierra Los Nogales es una montaña en los municipios de Montemorelos y Santiago, estado de Nuevo León, México; forma parte de la Sierra Madre Oriental y del Parque nacional Cumbres de Monterrey, la cumbre alcanza los 1,984 metros sobre el nivel del mar, está rodeada por el arroyo de Cascada del Chipitín, el Río Lagunillas, y el Río La Cebolla; todos ellos afluentes del Río Ramos. Las poblaciones más cercanas son “Potrero Redondo” y “La Trinidad”.

## Deportes de montaña

### Cañonismo
Los cañones que forma la Sierra Los Nogales con los ríos y las montañas que la rodearan son los mejores lugares para practicar Cañonismo en Nuevo León, en las rutas de Cascada del Chipitín, Hidrofobia, Cañón de las Hormigas y Cañón el Mandarín.